# Samsonove, Sakî
Samsonove (în ucraineană Самсонове) a fost un sat în comuna Veresaieve din raionul Sakî, Republica Autonomă Crimeea, Ucraina, desființat în 2006.